# 麥迪遜鎮區 (密蘇里州哈里森縣)
麥迪遜鎮區（英語：Madison Township）是位於美國密蘇里州哈里森縣的一個行政鎮區。

## 地方資料
麥迪遜鎮區的面積為100.33平方千米，當中陸地面積為99.69平方千米，而水域面積為0.63平方千米。根據2020年美國人口普查的數據，當地共有人口368人，而人口密度為每平方千米3.67人。